# 普通試験
普通試験（ふつうしけん）は、判任文官の任用のための資格試験である。大正7年1月18日勅令第8号普通試験令によって行われた。

## 概要
判任文官として任用されるには、特別の規程がある場合をのぞけば、この試験に合格することが必要である。普通試験令によれば、各官庁の須要に応じ、その庁の普通試験委員が行う。その期日および場所はあらかじめ官報で公告され、東京以外で行われる試験はその地方の新聞紙に公告される。
試験は中学校学科目のうち5科目以上について、中学校卒業程度で行うのが規程であるが、ほかに各官庁で掌る事務を斟酌し、別に科目を加えることができる。受験手数料は2円。禁錮以上の刑に処せられた者、破産者で復権を得ない者は試験を受けることはできない。試験の合格者を決定する方法は普通試験委員が議定し、合格者には合格証書が付与される。
なお、文官任用令6条によれば、普通試験に合格した者のほかに、中学校卒業者および一定の学力のある者も、普通試験を経た者に準じて判任文官任用の資格を有する。